# Cao Miaoqing
Cao Miaoqing, 1300-talet, var en kinesisk diktare, kalligrafiker och musiker (gitarrspelare). 
Cao Miaoqing ska ha tillhört en konstnärsfamilj. Hon gifte sig aldrig, utan blev som vuxen diktare och musiker. Under 1300-talet var könssegregationen i det kinesiska samhället ännu inte så strikt som den skulle bli senare, sällskapslivet inom överklassen var fortfarande könsblandat, och det var ännu accepterat för kvinnor att verka som konstnärer utan att vara prostituerade. Hon beskrivs som distingerad till det yttre men flamboyant till sitt beteende. 
Cao Miaoqing ska ha varit lärjunge till diktarna Guan Yunshi och Ban Weizhi, och lät sig influeras av Yang Weizhen, som kallade henne Ban Zhaos arvtagare och publicerade flera av hennes verk om lojalitet och heroism i samlingen Xian' ge ji. Hennes dikter var skrivna för att kunna sjungas och tonsättas. 